# Chabulina
Chabulina is een geslacht van de grasmotten (Crambidae) uit de onderfamilie van de Spilomelinae. De wetenschappelijke naam van het geslacht werd in 2007 voorgesteld door Jay C. Shaffer en Eugene Gordon Munroe.

## Soorten
- Chabulina albinalis (Hampson, 1912)
- Chabulina amphipeda (Meyrick, 1939)
- Chabulina astomalis (Felder & Rogenhofer, 1875)
- Chabulina bleusei (Oberthür, 1887)
- Chabulina cineralis (Joannis, 1932)
- Chabulina labarinthalis (Hampson, 1912)
- Chabulina nuclealis (Joannis, 1927)
- Chabulina onychinalis (Guenée, 1854)
- Chabulina putrisalis (Viette, 1958)
- Chabulina tenera (Butler, 1883)